# Дуралуминий
Дуралуминий (дуралумин, дурал) е търговското наименование на един от най-ранните типове алуминиева сплав, подложена на дисперсно втвърдяване (age-hardening). Основните съставки на сплавта са мед, магнезий и манган. Широко използван модерен еквивалент на този тип сплав е AA2024, който съдържа 4,4% мед, 1,5% магнезий, 0,6% манган и 93,5% алуминий. Обикновено якоста му е 450 MPa (65 ksi), като може да се различава в зависимост от състава и обработката.
Дуралуминият е разработен от немския металург Алфред Вилм (Alfred Wilm) в Дюренер Металверке АД (Dürener Metallwerke Aktien Gesellschaft) в Германия. През 1903 г. Вилм открил, че след охлаждане алуминиева сплав съдържаща 4% мед ще започне да се закалява постепенно, когато е оставена да престои няколко дни на стайна температура. Последващи подобрения довеждат до представянето на дуралуминия през 1909 г. 
Дуралуминият е използван за пръв път при изработването на дирижабли, като немските пътнически цепелини LZ 127 Graf Zeppelin, LZ 129 Hindenburg, LZ 130 Graf Zeppelin II, американските военноморски цепелини USS Los Angeles (ZR-3, ex-LZ 126), USS Akron (ZRS-4) и USS Macon (ZRS-5) през 20-те и 30-те на 20 век. Съставът и температурната обработка на сплавта били военна тайна.